# Crane (Indiana)
Crane és una població dels Estats Units a l'estat d'Indiana. Segons el cens del 2000 tenia 203 habitants.

## Demografia
Segons el cens del 2000, Crane tenia 203 habitants, 89 habitatges, i 54 famílies. La densitat de població era de 653,2 habitants per km².
Dels 89 habitatges en un 24,7% hi vivien nens de menys de 18 anys, en un 49,4% hi vivien parelles casades, en un 6,7% dones solteres, i en un 39,3% no eren unitats familiars. En el 31,5% dels habitatges hi vivien persones soles el 12,4% de les quals corresponia a persones de 65 anys o més que vivien soles. El nombre mitjà de persones vivint en cada habitatge era de 2,28 i el nombre mitjà de persones que vivien en cada família era de 2,93.
Per edats la població es repartia de la següent manera: un 27,1% tenia menys de 18 anys, un 2% entre 18 i 24, un 21,2% entre 25 i 44, un 28,6% de 45 a 60 i un 21,2% 65 anys o més.
L'edat mediana era de 44 anys. Per cada 100 dones de 18 o més anys hi havia 92,2 homes.
La renda mediana per habitatge era de 36.250$ i la renda mediana per família de 45.625$. Els homes tenien una renda mediana de 33.750$ mentre que les dones 27.500$. La renda per capita de la població era de 16.853$. Entorn del 9,6% de les famílies i el 13,6% de la població estaven per davall del llindar de pobresa.

## Poblacions més properes
El següent diagrama mostra les poblacions més properes.